# Хутір Золотніїв
Хутір Золотніїв (Золотніївські хутора, Золотнієв) — колишнє село (хутір) в Україні, в Іванківському районі Київської області. До аварії на ЧАЕС підпорядковувалося Чорнобильському району. Виселено через радіоактивне забруднення внаслідок аварії на ЧАЕС. До аварії на ЧАЕС підпорядковувалося Ладижицькій сільській раді Чорнобильського району. Людей було переселено до села Сукачi Іванківського району. Село знаходиться біля кордону з Білоруссю.

## Історія
На перші десятиліття XX століття припадає заснування на Чорнобильщині хуторів, заселених вихідцями з центральної Гомельщини. Могилівщини і Чернігівщини (хутори Золотніїв, Тересиця (офіційно — Тарасиця), Заглиб'я).
У 1900 році німецька колонія Золотніїв (власницька).  
У ній дворів — 16, жителів обох статей — 105 осіб, з них чоловіків — 55 і жінок — 50. Основне заняття жителів — землеробство. Відстань від повітового міста до колонії — 140 верст, від найближчих: залізничної станції — 130 верст, пароплавної — 10 верст, поштово-телеграфної та поштової (земської) — 15 верст. Залізнична станція має назву Київ, пароплавна — Усть Прип’ять. Поштово-телеграфна станція та поштова (земська) знаходяться в м. Чорнобиль. У колонії числиться 300 десятин землі. Земля належить Марії Федорівні Гезен'єгер і перебуває в оренді у колоністів. Господарство ведеться за трипільною системою. Колонія підпорядковувалася Чорнобильській волості.
Станом на 1926 рік у хуторі Золотніїв було 45 селянських господарств та одне господарство іншого типу — разом 46 господарств. У хуторі проживало 114 чоловіків і 108 жінок, усього — 222 особи, усі — українці.
На мапі 1941 року показано що хутір мав 31 двір
У березні 1943 року, в ході Другої світової війни, хутір Золотніїв був знищений німецьким каральним загоном. В результаті акції було спалено 25 житлових будинків.
Після війни хутір Золотніїв було відбудовано, і він продовжував існувати як населений пункт у складі Київської області.
Село підпорядковувалося Ладижицькій сільській раді Чорнобильського району. У селі була своя крамниця (лавка) та кладовище. Напередодні аварії на ЧАЕС населення села, ймовірно, становило не більше 100 осіб, судячи з його розмірів. Після аварії на Чорнобильській АЕС у 1986 році жителів села було відселено до села Сукачі Іванківського району. Село потрапило до 30-кілометрової зони відчуження, а в 1999 році було зняте з обліку за відсутності населення.
На деяких мапах згадується як віддалена частина села Ладижичі.
З кінця лютого до 1 квітня 2022 року село було окуповане російськими військами.